# 皮斯朗皮永
皮斯朗皮永（法語：Puysserampion，法語發音：[pɥisʁɑ̃pjɔ̃]）是法国洛特-加龙省的一个市镇，位于该省西北部，属于马尔芒德区。

## 地理
皮斯朗皮永（44°36'12"N, 0°18'30"E）面积10.72 平方千米，位于法国新阿基坦大区洛特-加龍省，该省份为法国西南部内陆省份，北起多爾多涅省，西接吉倫特省和朗德省，南至热尔省，东临塔恩-加龙省和洛特省。
与皮斯朗皮永接壤的市镇（或旧市镇、城区）包括：鲁马涅、德罗河畔阿勒芒、康布、吉耶讷地区米拉蒙、佩里耶尔。

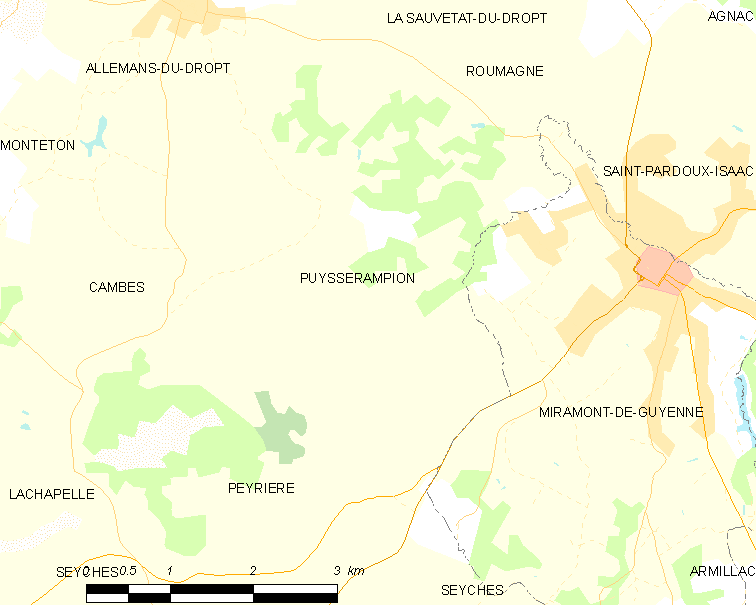
皮斯朗皮永的OSM定位图

皮斯朗皮永的时区为UTC+01:00、UTC+02:00（夏令时）。

## 行政
皮斯朗皮永的邮政编码为47800，INSEE市镇编码为47218。

## 政治
皮斯朗皮永所属的省级选区为德罗河谷县。

## 人口

1962-2008年间皮斯朗皮永人口变化图示

皮斯朗皮永于2022年1月1日时的人口数量为256人。